# Parabodilus wollastoni
Parabodilus wollastoni är en skalbaggsart som beskrevs av Edgar von Harold 1862. Parabodilus wollastoni ingår i släktet Parabodilus och familjen Aphodiidae. Utöver nominatformen finns också underarten P. w. iranicus.